# Vörös Lobogó (napilap)
Vörös Lobogó romániai magyar nyelvű irodalmi napilap. Az 1960-as évektől hozzájárult a helyi irodalmi élet felvirágoztatásához és helyet adott magyar nyelvművelő cikkeknek. Mintegy negyedszázadon át (c. 1961- c. 1986) Péterfi Rozália szerkesztette. Jeles munkatársai voltak, köztük 1969-1985 között Simonfi Imre költő, újságíró. Elődje: a Jövő címen Aradon 1945-től 1950-ig megjelent független demokrata napilap. Felelős szerkesztője Palásthy József. Utódlap: Nyugati Jelen

## Története
Aradon 1950. december 21-től a Ceauşescu-diktatúra bukásáig megjelent napilap, Arad tartomány (majd Arad város és rajon, később Arad megye) pártbizottságának és néptanácsának napi- (1972–74 között heti)lapja. Elődje az 1945. április 28-án Palásthy József szerkesztésében indult, majd Balla Károly és Korda István szerkesztette Jövő volt, amelynek évfolyamszámozását is átvette. Főszerkesztője 1952–53-ban Kolozsvári Piroska, utána Kolozsvári Tibor (1953–56), majd Soós Elek (1956–57) (az ő nevük nincs feltüntetve), utánuk Péterfi Rozália (1958–82), majd Mórocz Tibor (1982–89), korábban szerkesztőségi főtitkár, illetve főszerkesztő-helyettes. Belső munkatársai voltak az 1950-es évek elején Korda István, Orosz Irén, Pintér Lajos, illetve a későbbiekben is: Serényi József, Szomory Oszkár, Török István, Rudas Aladár, Péterfi Árpád, Messer Sándor, Weinberger István; az 1980-as években Kilin Sándor, Mózer István, Oroszhegyi Károly.
Mint napi (illetőleg heti)lap, nyomon követte Arad és környéke erőltetett ipari fejlődését, a mezőgazdaság kollektivizálását, amelyekről többnyire sematikus, hurrá-optimista cikkeket, tudósításokat közölt. Később a napi eseményekkel kapcsolatos politikai anyag mellett egyre nagyobb teret kaptak az embereket mindennapjaikban foglalkoztató kérdések (Ember és közösség c. rovatában), a gazdasági élet időszerű problémái (Gazdasági élet), az ifjúságot érdeklő témák (Ifjúsági Antenna), de bemutatta a tudományos és műszaki haladás eredményeit is (Tudomány, technika rovat), s igyekezett a szélesebb érdeklődést kiváltó témaköröket is felölelni (Lányok, asszonyok, Család és Iskola rovatok). Hetente megjelenő Művelődés c. oldalán az aradi Tóth Árpád Irodalmi Kör és a zerindi Olosz Lajos Irodalmi Kör íróinak, tollforgatóinak írásait, a két kör életének eseményeiről szóló beszámolókat közölte.
Külön egész oldalas összeállításokkal jelentkezett – főképp évfordulók alkalmával – Petőfi Sándor, Ady Endre, Tóth Árpád, ill. Mihai Eminescu és mások életét és munkásságát bemutatva. A helyi népköltészeti gyűjtőmunka támogatására több alkalommal közölt egész oldalas összeállításokat Apáczai Bölöni Sándor és Gulácsi Zoltán pécskai, tornyai és nagyvarjasi, ill. Csanádi János Körös-közi gyűjtéseiből. Arad irodalmi és történelmi múltjára vonatkozó értékes adalékaival gyakran jelentkezett a Vörös Lobogóban Ficzay Dénes. 1979–83 között hétvégi számaiban rendszeresen jelent meg a Sorsok – emberek c. riportsorozat, színvonalas, a kor emberi sorsait bemutató, érdekes társadalmi kérdéseket felvető írásokkal a legjobb munkatársak tollából.
Több pályázatot is hirdetett az ifjú tollforgatók bátorítására, s e célból patronálta az Ifjú Riporterek Körét is. Az 1989-es változás utáni fiatal újságírógárda nem egy tagja járta inaséveit ebben a körben, s kapott teret első írásainak közlésére.